# دوسر شتراوسي
دوسر شتراوسي (الاسم العلمي:Aegilops straussii) هي نوع نباتي يتبع جنس الدوسر من الفصيلة النجيلية. 